# إمجاي أنتوني
إمجاي أنتوني (بالإنجليزية: Emjay Anthony)‏ مواليد 1 يونيو 2003 في فلوريدا، الولايات المتحدة، هو ممثل أمريكي بدأ مسيرته الفنية سنة 2009. بدأ التمثيل في الرابعة من عمره في الإعلانات التجارية.

## الأعمال

### أفلام
- الطاهي (2014)
- سلسلة مختلفة: متمردة (2015)
- كرامبس (2015)
- كتاب الأدغال (2016)
- أمهات سيئات (2016) (بدور: ديلان ميتشل)

### مسلسلات
- غريز أناتومي (2012)
- ذا منتاليست (2013) (بدور: مارفين بيتيغريو)

## روابط خارجية
- إمجاي أنتوني على موقع IMDb (الإنجليزية)
- إمجاي أنتوني على موقع روتن توميتوز (الإنجليزية)
- إمجاي أنتوني على موقع ألو سيني (الفرنسية)
- إمجاي أنتوني على موقع تيرنر كلاسيك موفيز (الإنجليزية)
- إمجاي أنتوني على موقع أول موفي (الإنجليزية)
- إمجاي أنتوني على موقع قاعدة بيانات الفيلم (الإنجليزية)
- إمجاي أنتوني على موقع كينوبويسك (الروسية)